# Ihor Stołowycki
Ihor Mychajłowycz Stołowycki, ukr. Ігор Михайлович Столовицький, ros. Игорь Михайлович Столовицкий, Igor Michajłowicz Stołowicki (ur. 29 sierpnia 1969) – ukraiński piłkarz, grający na pozycji pomocnika, a wcześniej napastnika, trener piłkarski.

## Kariera piłkarska

### Kariera klubowa
W 1987 rozpoczął karierę piłkarską w klubie Sapfir Riazań, który potem zmienił nazwę na Torpedo Riazań. W 1990 przeszedł do Szachtara Donieck. Latem 1995 został piłkarzem Torpeda Zaporoże, po czym w 1996 ponownie wyjechał do Rosji, gdzie bronił barw Spartaka Riazań. Na początku 1997 powrócił do Ukrainy i potem występował w FK Czerkasy. W 2001 przeniósł się do Zirki Kirowohrad, w którym w 2004 zakończył karierę piłkarską.

## Kariera trenerska
Po zakończeniu kariery rozpoczął pracę trenerską. W 2008 prowadził klub Jawir Smiła. W 2014 pomagał trenować Czerkaśkyj Dnipro Czerkasy. 29 lipca 2014 po dymisji Jurija Bakałowa został wyznaczony na pełniącego obowiązki głównego trenera klubu, a 9 listopada 2014 został awansował na stanowisko głównego trenera. W połowie września 2016 został zmieniony na Ołeksandra Kyryluka. 2 grudnia 2017 ponownie stał na czele Dnipra. 19 czerwca 2018 zmienił klub na Kremiń Krzemieńczuk. 18 września 2019 za obopólną zgodą kontrakt został rozwiązany.

## Sukcesy i odznaczenia

### Sukcesy klubowe
- wicemistrz Ukrainy: 1994
- mistrz Pierwszej Lihi Ukrainy: 2003